# Fort Covington
Fort Covington – miasto w Stanach Zjednoczonych, w stanie Nowy Jork, w hrabstwie Franklin.